# محمد شوقی
محمد شوقی (عربی: محمد شوقي؛ زادهٔ ۱۵ اکتبر ۱۹۸۱) یک بازیکن فوتبال اهل مصر است.

## باشگاهی
از باشگاه‌هایی که در آن بازی کرده‌است می‌توان به میدلزبورو، باشگاه ورزشی الاهلی مصر، و باشگاه فوتبال المصری، باشگاه فوتبال النفط، قیصریه‌اسپور اشاره کرد.

## تیم ملی
وی همچنین در تیم ملی فوتبال مصر بازی کرده است.